# Cijferwoord
Een cijferwoord is een woord waarin een geschreven cijfer is opgenomen. Het cijfer wordt uitgesproken waarmee het een lettergreep of onderdeel van de woordklank vormt. Deze woorden zijn vaak afkortingen, die gebruikt worden bij het chatten en bij sms'en. Sommige woorden hebben echter een oudere oorsprong.
Voorbeelden van cijferwoorden:
2
- CU2 - See You Too
- 2ling
- 2de

3
- A3 - Adri
- 3s - Dries
- Ver3tig - verdrietig

4
- xs4all - access for all
- 4en, 4n of 4& - vieren
- 4us - virus (CD van Doe Maar)
- L4A - De meisjesnaam Elvira
- 4eVeR - televisieprogramma

5
- 5er - vijver

6
- veel suc6! - veel succes

8
- omsl8ig - omslachtig
- N8 of n8 - nacht
- N8N of n8n - nachten
- D8 of d8 - dacht
- D8N of d8n - dachten
- Museum Dr8888
- W8 of w8 - wacht
- W8N of w8n - wachten
- Ver8n - verachten
- Verw8n - verwachten
- L8 - lacht
- L8N - lachten

meerdere cijfers
- 2good4u - too good for you
- 2fast4u2c - Too Fast For You To See
- W817 - Wacht eens even (televisieprogramma op Ketnet)
- ur2yy4me - you are too wise for me
- mez11 -mezelf

Over het algemeen worden cijferwoorden niet in woordenboeken aangetroffen, maar ze worden wel veel gebruikt.
Andere types cijferwoorden zijn woorden die in plaats met letters geschreven worden met het ranggetal waarmee ze in het alfabet voorkomen. 
- 22 15 15 18 2 5 5 12 4 = voorbeeld

Ook zijn cijferwoorden woorden of afkortingen die zijn ingeburgerd in de taal, en die met cijfers worden geschreven. Voorbeelden zijn:
- A4 - een papierformaat
- 747 (uitgesproken als zeven-vier-zeven) - een Boeing-vliegtuig
- M6 - een bout met een diameter van 6 mm
- MI5 - Britse inlichtingendienst
- 4711 - een merk eau de cologne
- 06 - een mobieletelefoonnummer (04 in België)
- 007 - een romanfiguur (James Bond)